# Kintetsu Kashihara-lijn
De Kintetsu Kashihara-lijn  (近鉄橿原線; Kintetsu Kashihara-sen) is een spoorlijn tussen de steden Nara en Kashihara in Japan. De lijn maakt deel uit van het netwerk van Kintetsu in de prefectuur Nara en loopt voor een groot deel evenwijdig aan de Sakurai-lijn van JR West. De spoorlijn vormt feitelijk een zuidelijke verlenging van de Kioto-lijn: treinen vanuit Kashihara rijden dikwijls door tot aan Kioto en vice versa.  

## Geschiedenis
Het eerste gedeelte van de lijn, tussen Yamato-Saidaiji en het station Kōriyama werd in 1921 door de Ōsaka spoorwegmaatschappij (大阪電気鉄道, Ōsaka Denki Tetsudō). In 1964 kreeg Kintetsu de zeggenschap over deze lijn. Sinds 1939 staat de spoorlijn bekend als de Kashihara-lijn.  

## Treindiensten
- Tokkyū (特急, intercity) rijdt vrijwel altijd door tot aan Kioto en stopt alleen bij Yamato-Yagi. Tot 1981 was er ook een directe verbinding met het station Kintetsu Nara.
- Futsu (普通, stoptrein) stopt op elk station.

## Stations
| Station                          | Japans           | Verbindingen                                         | Stad           | Prefectuur |
| -------------------------------- | ---------------- | ---------------------------------------------------- | -------------- | ---------- |
| Richting Kioto via de Kioto-lijn |                  |                                                      |                |            |
| Yamato-Saidaiji                  | 大和西大寺       | Kintetsu: Kioto-lijn en de Nara-lijn                 | Nara           | Nara       |
| Amagatsuji                       | 尼辻             |                                                      | Nara           | Nara       |
| Nishinokyō                       | 西ノ京           |                                                      | Nara           | Nara       |
| Kujō                             | 九条             |                                                      | Yamatokoriyama | Nara       |
| Kintetsu Kōriyama                | 近鉄郡山         |                                                      | Yamatokoriyama | Nara       |
| Tsutsui                          | 筒井             |                                                      | Yamatokoriyama | Nara       |
| Hirahata                         | 平端             | Kintetsu: Tenri-lijn                                 | Yamatokoriyama | Nara       |
| Family Kōen-mae                  | ファミリー公園前 |                                                      | Yamatokoriyama | Nara       |
| Yūzaki                           | 結崎             |                                                      | Kawanishi      | Nara       |
| Iwami                            | 石見             |                                                      | Miyake         | Nara       |
| Tawaramoto                       | 田原本           | Kintetsu: Tawaramoto-lijn (station Nishi-Tawaramoto) | Tawaramoto     | Nara       |
| Kasanui                          | 笠縫             |                                                      | Tawaramoto     | Nara       |
| Ninokuchi                        | 新ノ口           |                                                      | Kashihara      | Nara       |
| Yamato-Yagi                      | 大和八木         | Kintetsu: Ōsaka-lijn                                 | Kashihara      | Nara       |
| Yagi-Nishiguchi                  | 八木西口         | JR West: Sakurai-lijn (station Unebi)                | Kashihara      | Nara       |
| Unebigoryō-mae                   | 畝傍御陵前       |                                                      | Kashihara      | Nara       |
| Kashiharajingū-mae               | 橿原神宮前       | Kintetsu: Minami-Ōsaka-lijn en de Yoshino-lijn       | Kashihara      | Nara       |